# Ontmoetingskerk ('s-Gravendeel)
De Ontmoetingskerk is het kerkgebouw van de gereformeerde kerk van 's-Gravendeel, Zuid-Holland, die sinds 2004 onderdeel is van de Protestantse Kerk in Nederland. Deze kerk is gebouwd in 1979. Voor die tijd zat het kerkgenootschap in het gebouw aan de Rijkestraat, dat nu van de Gereformeerde Gemeenten in Nederland is. 